# Генрієтта фон Шенайх-Каролат
Принцеса Генрієта Герміна Ванда Іда Луїза фон Шенайх-Каролат (нім. Henriette Hermine Wanda Ida Luise Prinzessin von Schönaich-Carolath; 25 листопада 1918, Берлін — 16 березня 1972, Нойендеттельзау) — німецька принцеса.

## Біографія
П'ята і наймолодша дитина принца Йоганна Георга фон Шенайх-Каролат і його дружини Герміни, уродженої принцеси Ройсс цу Грайц. В 1922 році Герміна вийшла заміж за колишнього німецького імператора Вільгельма II. Генрієтта стала єдиною з дітей Герміни, яка переїхала в імператорський маєток Дорн. Вільгельм зазвичай не втручався в життя дітей дружини, окрім Генрієтти, яку щиро любив.
6 серпня 1940 року Вільгельм офіційно оголосив про заручини принцеси Генрієтти з його онуком, принцом Карлом Францом Прусським, а 1 жовтня вони одружились. В шлюбі народились 3 дітей:
- Франц Вільгельм (3 вересня 1943) одружився з претенденткою на російський престол великою княгинею Марією Володимирівною Романовою (1953), взяв ім'я Михайло Павлович і перейшов у православ'я. У 1985 році вони розлучилися, в шлюбі народився єдиний син, великий князь Романов Георгій Михайлович.
- Фрідріх Карл Людвіг (3 вересня — 26 вересня 1943) — близнюк Франца Вільгельма.
- Франц Фрідріх Крістіан (17 жовтня 1944)

5  вересня 1946 року пара розлучилась.